# Kajsyn Kulijew
Kajsyn Szuwajewicz Kulijew (ros. Кайсын Шуваевич Кулиев, ur. 19 października?/1 listopada 1917 w aule Wierchnij Czegiem w obwodzie tereckim, zm. 4 czerwca 1985 w Czegiemie) – poeta bałkarski, uważany za najwybitniejszego twórcę, piszącego w języku bałkarskim. Jest autorem wielu tomików poetyckich, poematów historycznych, opowiadań i krótkich powieści.

## Życiorys
Po ukończeniu w 1935 technikum pedagogicznym w Nalczyku studiował w Państwowym Instytucie Sztuki Teatralnej im. Łunaczarskiego i w Instytucie Literackim im. Gorkiego, później wykładał literaturę w Kabardo-Bałkarskim Państwowym Instytucie Pedagogicznym. W tym samym czasie zaczął publikować w różnych wydawnictwach. W 1938 został przyjęty do Związku Pisarzy ZSRR. Od czerwca 1940 służył w armii, od 1941 brał udział w wojnie z Niemcami, był ranny. Po wojnie mieszkał w Kirgiskiej SRR, w 1956 wrócił do rodzinnej Kabardo-Bałkarii. Ukończył wyższe kursy literackie w Moskwie. W 1966 został laureatem Nagrody Państwowej RFSRR im. Gorkiego, a w 1974 Nagrody Państwowej ZSRR, w 1990 pośmiertnie przyznano mu Nagrodę Leninowską. Był odznaczony Orderem Lenina (1977), Orderem Rewolucji Październikowej (1984), Orderem Wojny Ojczyźnianej I klasy (1985) i II klasy (1944), dwukrotnie Orderem Czerwonego Sztandaru Pracy (1957 i 1967) i medalami.
W przekładzie na język polski ukazał się tom wierszy Kulijewa pt. Zraniony kamień (Жаралы таш), wybór i wstęp W. Dąbrowski, Warszawa 1973, a także drobne teksty, zamieszczane w antologiach poezji radzieckiej oraz na łamach Literatury na Świecie.